# Enghausen

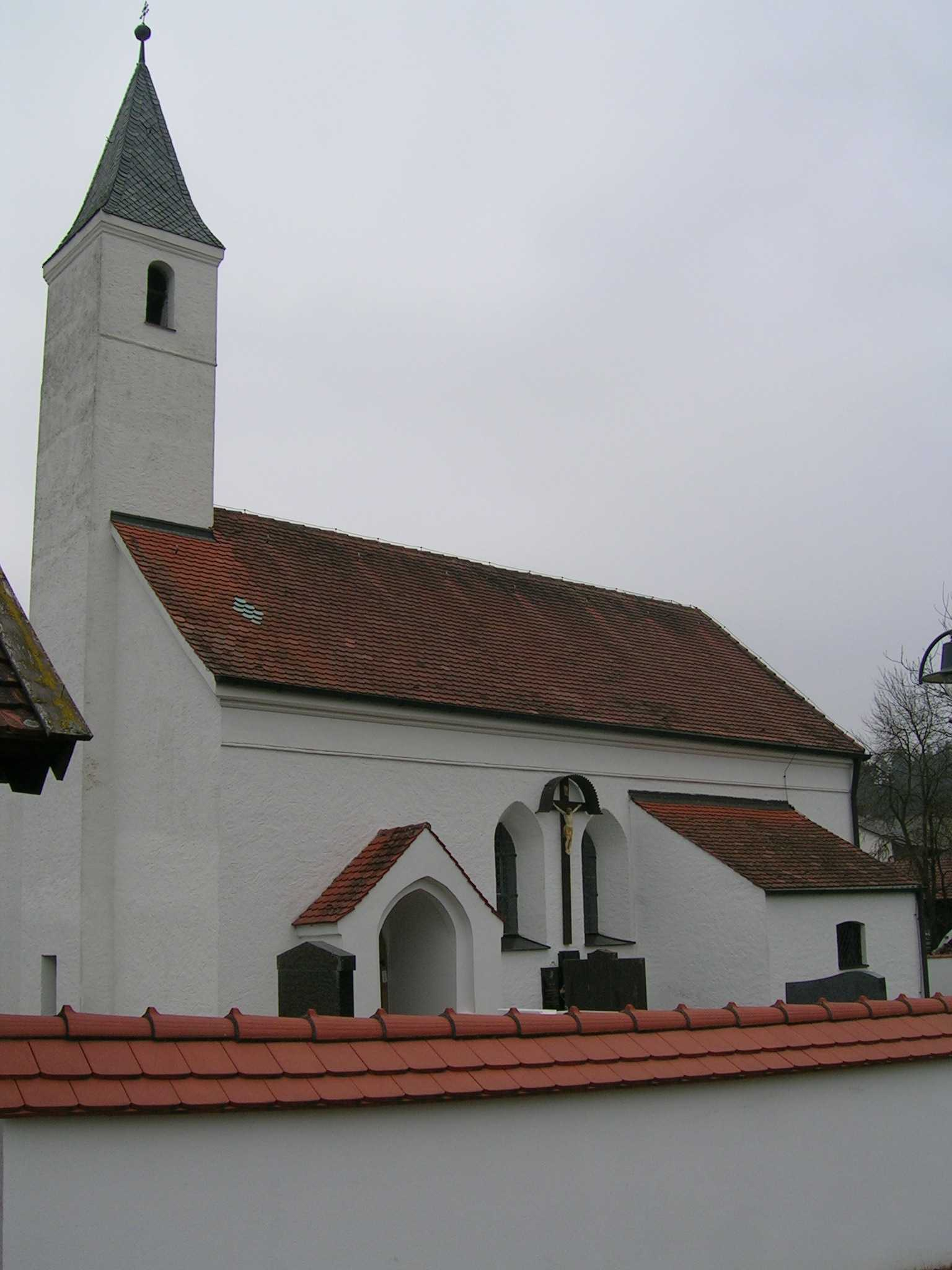
Katholische Filialkirche Hl. Kreuzauffindung in Enghausen

Enghausen ist eine ehemalige Gemeinde und seit 1978 Gemeindeteil der Gemeinde Mauern im oberbayerischen Landkreis Freising, Bayern.

## Geschichte
Die Kirche wurde bereits im Jahr 808 als „ecclesia eginonis“ (‚Kirche des Egino‘) urkundlich erwähnt. Um 1500 wurde die Kirche in Enghausen neu erbaut, dabei kam es vermutlich zur Übernahme des sogenannten Enghausener Kreuzes aus der Stiftskirche in Moosburg. Die Kirche gehört seit dem Jahr 1699 zur Pfarrei St. Johannes Baptist Priel, zuvor war sie der Stiftskirche in Moosburg inkorporiert.
Enghausen war zu Zeiten des Kurfürstentums Bayern Sitz einer Hauptmannschaft. 1818 entstand mit dem bayerischen Gemeindeedikt die politische Gemeinde Enghausen im Landgericht Moosburg.
Die Gemeinde Enghausen umfasste folgende Orte:
- Dreifaltern, Weiler
- Enghausen, Kirchdorf
- Geiting, Einöde
- Hinterschlag, Einöde
- Nußberg, Einöde
- Oberndorf, Einöde
- Oberpriel, Weiler
- Peterswahl, Kirchdorf
- Priel, Pfarrdorf
- Vorderschlag, Einöde

Die Bombardierung Enghausens durch einen durch Beschuss beschädigten Bomber am 27. Februar 1945 führte zur Zerstörung vieler Hausdächer und der Tötung einer Bäuerin durch die Splitterwirkung der Bomben. 
Am 1. Mai 1978 wurde die Gemeinde Enghausen aufgelöst, der Ort Enghausen kam zur Gemeinde Mauern.

## Sehenswürdigkeiten
Das Enghausener Kreuz gilt als das älteste monumentale, leicht überlebensgroße Kruzifix und damit als älteste Monumentalkreuz überhaupt. Es befindet sich in der Filialkirche Hl. Kreuzauffindung, die etwas versteckt zwischen den Höfen des kleinen Ortes steht.